# Blankenloch
Blankenloch is een plaats in de Duitse gemeente Stutensee, deelstaat Baden-Württemberg, en telt 11.747 inwoners (2007).

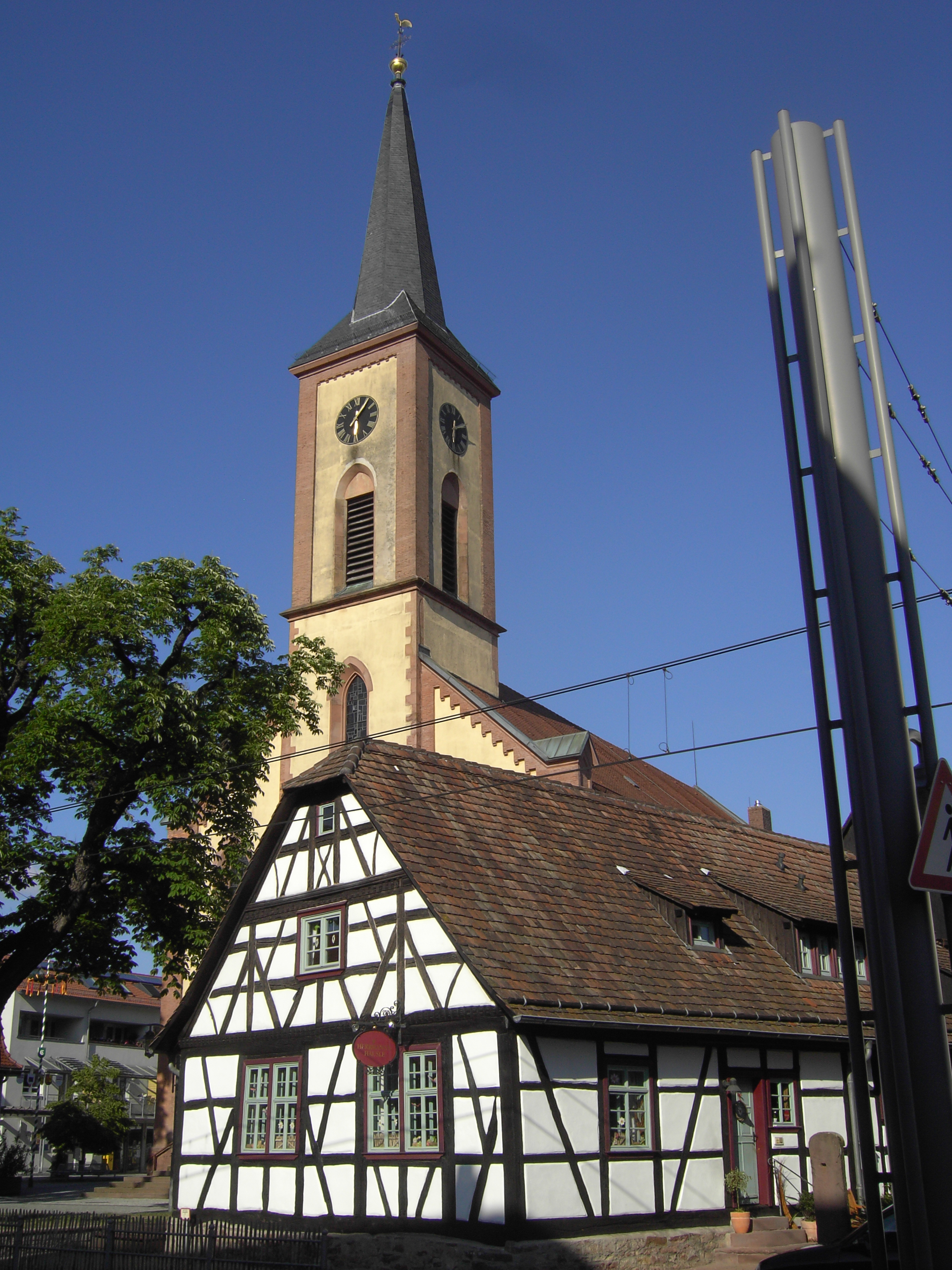
Hermannshäusel en kerk